# Colin Purbrook
Colin Thomas Purbrook (* 26. Februar 1936 in Seaford, East Sussex; † 5. Februar 1999 in London) war ein britischer Jazzmusiker (Piano, Kontrabass, Arrangement, Komposition).

## Leben und Wirken
Purbrook, dessen Vater als Pianist arbeitete, erhielt ab dem Alter von 6 Jahren Klavierunterricht. Mit elf Jahren gewann er auf dem Brighton Music Festival drei Preise und erhielt ein Stipendium zum Besuch des Fitzwilliam College in Cambridge, wo er auch als Bassist und Posaunist ausgebildet wurde. 1958 war er als Posaunist der Cambridge University Jazz Band in dem Film Bachelor of Hearts zu sehen. Im selben Jahr stieg er als Bassist in die Band von Sandy Brown ein, um dann für drei Jahre als Pianist mit den All Stars, die dieser mit Al Fairweather bildete, zu arbeiten. Auch trat er mit Kenny Ball auf, um dann mit den Jazzmakers von Ronnie Ross und Allan Ganley zu arbeiten. Dann war er Schiffsmusiker auf der Queen Mary, um dann mit Ronnie Scott und Jimmy Deuchar zu arbeiten. 1961 war er mit Bert Courtley in Deutschland tätig, um dann wieder mit den Jazzmakers zu arbeiten und im Film All Night Long aufzutreten. 1962 ging er mit Kenny Baker auf Tournee und arbeitete mit Tubby Hayes. Weiterhin leitete er gemeinsam mit Tony Coe ein eigenes Quintett, um 1964 durchreisende amerikanische Musiker wie Benny Goodman zu begleiten. Zudem arbeitete er bei Don Rendell und in dessen Quintett mit Ian Carr (Shades of Blue 1964), um dann im Quintett von Coe und John Picard aufzutreten. 1967 und 1968 leitete er eigene Gruppen, war aber auch in den Trios von Phil Seamen und Brian Lemon tätig.
Seit Mitte der 1960er arbeitete er hauptsächlich als musikalischer Leiter und Arrangeur von Shows. Daneben arbeitete er mit Annie Ross (bis in die 1990er Jahre) und 1972 bei Humphrey Lyttelton. Gelegentlich begleitete er Benny Carter, Chet Baker, Buddy Tate, Kenny Davern, Al Cohn und weitere durchreisende Amerikaner (auch auf Mitschnitten der BBC).

## Diskographische Hinweise
- Blues for Buddy (Spotlite 1988, mit Peter King, Dave Green, Allan Ganley).
- My Ideal (Trio 1997, mit Andy Cleyndert und Colin Oxley)

## Lexigraphischer Eintrag
- John Chilton: Who’s Who in British Jazz. Continuum, London 2004, ISBN 0-8264-7234-6.